# Monochamus granulipennis
Monochamus granulipennis är en skalbaggsart som beskrevs av Stefan von Breuning 1949. Monochamus granulipennis ingår i släktet Monochamus och familjen långhorningar. Inga underarter finns listade i Catalogue of Life.